# Nuevo Oxchuc
Nuevo Oxchuc är en ort i Mexiko.   Den ligger i kommunen Ocosingo och delstaten Chiapas, i den sydöstra delen av landet, 800 km öster om huvudstaden Mexico City. Nuevo Oxchuc ligger 886 meter över havet och antalet invånare är 112.
Terrängen runt Nuevo Oxchuc är varierad. Runt Nuevo Oxchuc är det glesbefolkat, med 16 invånare per kvadratkilometer. Närmaste större samhälle är Ocosingo, 12,9 km väster om Nuevo Oxchuc. I omgivningarna runt Nuevo Oxchuc växer i huvudsak städsegrön lövskog.